# Gilmer (Texas)
Gilmer város az USA Texas államában, Upshur megyében, melynek megyeszékhelye is. Lakosainak száma 4843 fő (2020. április 1.).

## Népesség
A település népességének változása:
| Lakosok száma | 386  | 4905 | 4843 |
|               | 1880 | 2010 | 2020 |